# Turcica admirabilis
Turcica admirabilis is een slakkensoort uit de familie van de Chilodontaidae. De wetenschappelijke naam van de soort is voor het eerst geldig gepubliceerd in 1969 door Berry.